# فولفغانغ شيلينغ (لاعب كرة قدم)
فولفغانغ شيلينغ (بالألمانية: Wolfgang Schilling)‏ (9 يونيو 1955 بألمانيا - 30 أبريل 2018) هو لاعب كرة قدم ألماني في مركز الوسط. لعب مع أرمينيا بيليفيلد وتنس بوروسيا برلين.

## وصلات خارجية
- فولفغانغ شيلينغ على موقع بيانات كرة القدم. دي إي (الألمانية)